# Micro Center
Micro Center是一家美国個人電腦零售商店，总部位于俄亥俄州希利亞德。

## 歷史
Micro Center成立于1979年的哥伦布，第一家門店就位於俄亥俄州。
1997年秋，Micro Center將业务扩展到硅谷，該企業在圣克拉拉开设了一家門店。 
2012年7月23日，由於房租續約沒談妥，Micro Center 关闭了其位于圣克拉拉的门店，其實截至關門時圣克拉拉的门店也是該企業在硅谷的唯一一家门店。 
截至2024年Micro Center在美國19个州拥有28家門店。  